# Glyphidrilus horsti
Glyphidrilus horsti – gatunek skąposzczeta z rodziny Almidae.
Gatunek ten został opisany w 1930 roku przez Johna Stephensona. 
Skąposzczet ten osiąga do 53,3 mm długości ciała i 2,1 do 3,3 mm szerokości skrzydełek. Liczba segmentów waha się od 125 do 232. Siodełko zaczyna się od segmentu XVII, XVIII, połowy XVIII lub XIX i sięga do segmentu XXVIII, XXIX, XXX lub połowy XXXI. Skrzydełka zaczynają się na początku lub w połowie segmentu XXIII i sięgają do XXVII lub XXVIII. Małe, okrągłe papille genitalne obecne są asymetrycznie na segmencie XVIII i XIX oraz parzyście na XXII i XXIX. Męskie, żeńskie jak i spermatekalne pory niewidoczne. Mielec leży w segmencie VIII, serca w segmentach VIII-XI, a pęcherzyki nasienne w IX-XII, a jelito powiększone jest od segmentu XV. Spermateki przytwierdzone, kuliste i przejrzyste.
Gatunek ten żyje w strefie ekotonowej między lądem a wodami słodkimi. Znany z wyspy Pulau Berhala w cieśninie Malakka i Kranji Wireless Station w Singapurze